# RedOne
RedOne, pseudonimo di Nadir Khayat (in arabo نادر خياط‎?, Nādir Khayāṭ; Tétouan, 9 aprile 1972), è un musicista e produttore discografico marocchino naturalizzato svedese.
È stato anche conosciuto come Nadir K o The One e dal 2007 vive negli Stati Uniti. Durante la sua carriera ha collaborato con artisti di fama mondiale come Ava Max, Mika, Jennifer Lopez, Akon, Mylène Farmer, Aleksej Vorob'ëv, Kat DeLuna, One Direction, Now United, Nicki Minaj e i Backstreet Boys producendo per loro noti brani come On the Floor, Starships e Whine Up. Famoso è stato inoltre il suo sodalizio musicale con la cantautrice statunitense Lady Gaga, con cui ha prodotto singoli come Just Dance, Poker Face, Alejandro e Bad Romance.

## Biografia
Nadir Khayat nasce il 9 aprile 1972 a Tétouan, in Marocco. Il suo primo successo è stata la collaborazione e produzione in una clip dell'artista marocchino Ahmed Chawki.

### Gli albori della carriera: Svezia (1991 -2006)
Nel 1991, appena diciannovenne, lascia il Marocco e si trasferisce in Svezia per mettere in pratica la sua passione per la musica. Egli ha migrato particolarmente verso la Svezia poiché affascinato dalla "buona" musica degli Europe, Roxette e ABBA (band che influenzeranno moltissimo la carriera dell'artista). In Svezia, dopo averne ottenuto la cittadinanza per naturalizzazione, suonerà per gruppi rock locali dal 1991 al 1995.
Dal 1995 al 1998 RedOne (soprannome dell'artista marocchino derivato dal nome dell'amico Redouan) insieme all'ex musicista rock Rami Yacoub e al cantautore/produttore palestinese-svedese Yacoub, scrisse canzoni per la famosa girl band svedese Popsie (fra queste si ricordano Funky e Joyful Life). Nel 1998 Yacoub si unisce ai Cheiron Studios mentre Rami e RedOne scrissero canzoni per artisti come i Backstreet Boys, Britney Spears, Westlife e Céline Dion.
Nel 2001-2002 ha co-prodotto gli A*Teens, band giovanile in tributo degli ABBA e divenuta famosa con l'album The ABBA Generation. Per tale band poi ha prodotto gli album di debutto "Teen Spirit" e "Pop 'Til Your Drop" e i singoli inediti quali "...to the Music", "Slam" (co-scritto con Flame, Hortlund e J. Boogie) e "Singled Out" (co-scritto con AJ Junior, Dhani, Sara, Savan Kotecha e ShawnDark) al fine di lanciare qualcosa di più di una semplice cover band.
Nel 2005 scrisse per Daniel Lindström le canzoni "Break Free" e "My Love Will Not Let You Down".
Egli ha iniziato a produrre musica pop in Europa (si ricordano la produzione di "I Wish" e "Little Mama") e in Canada (dove ha collaborato col cantante Karl Henry). Inoltre ha ricevuto inoltre il Swedish Grammy Award e riguardo a una delle sue produzioni ha ricevuto un titolo per miglior canzone scandinava, che fra l'altro è stata scelta come colonna sonora di "Step Up".
Nel 2006 torna di nuovo in scena con la canzone "Bamboo", che poi diventerà canzone ufficiale della FIFA World Cup 2006. Nello stesso anno remixa la canzone di Shakira con la collaborazione di Wyclef Jean Hips Don't Lie. Tale remix sarà cantato dalla stessa Shakira insieme a Wyclef Jean nella cerimonia di chiusura della Coppa del Mondo 2006 a Berlino.

### Spostamento verso gli Stati Uniti (2007-oggi)
Dopo tale successo, nel 2007 il produttore marocchino si trasferisce negli Stati Uniti (New York) producendo sotto l'etichetta Epic Records. Qui ha collaborato con artisti illustri come Kat DeLuna, Akon, Enrique Iglesias, Brandy, Lionel Richie, Robin e Flipseid.
Nel 2008 produce per la cantante statunitense Lady Gaga i singoli Just Dance e Poker Face (che gli farà guadagnare nello stesso anno il Grammy Award per la migliore registrazione dance) e per i New Kids on the Block sette brani nell'album "The Block" (tale album si guadagnerà il secondo posto nella classifica degli album Billboard). Nello stesso anno ha scritto canzoni per Christina Milian, Tiffany Evans, Pixie Lott e Sean Kingston.
Nel 2009, 2010, 2011 e 2013 produce altrettante canzoni per Lady Gaga (per l'EP The Fame Monster e gli album Born This Way ed Artpop) ed alcune per i Backstreet Boys, Alexandra Park, Hojabebz, Casey e Lil Jon.
Nel 2016 collabora con Alvaro Soler al nuovo singolo Sofia e con Lady Gaga al brano Angel Down, contenuto nell'album Joanne.
Ad ottobre 2017 viene rilasciato il suo singolo Boom Boom, in collaborazione con Daddy Yankee, French Montana e Dinah Jane delle Fifth Harmony.

## Produzioni musicali
- 2005 - Darin - Step Up
- 2006 - Shakira con Wyclef Jean - Bamboo (Bamboo Remix)
- 2007 - Kat DeLuna - Run the Show
- 2008 - Akon - Sunny Day
- 2008 - Darin - Breathing your love
- 2008 - Enrique Iglesias - Taki
- 2008 - Lady Gaga - Just Dance
- 2008 - Lady Gaga - Poker Face
- 2009 - Lady Gaga - Bad Romance
- 2009 - Lady Gaga - Alejandro
- 2009 - Pixie Lott - Here We Go Again
- 2009 - Pixie Lott - Rolling Stone
- 2009 - Little Boots - Remedy
- 2009 - Backstreet Boys - Straight Through My Heart
- 2009 - Sean Kingston - Fire Burning
- 2009 - Sugababes - About a Girl
- 2009 - Alexandra Burke - Broken Heels
- 2010 - Mika - Kick Ass (We Are Young)
- 2010 - Mylène Farmer - Oui mais... non
- 2011 - Lady Gaga - Judas
- 2011 - Jennifer Lopez con Pitbull - On the Floor
- 2011 - Hawana Brown con Pitbull - We Run the Night
- 2011 - Porcelain Black con Lil Wayne - This Is What Rock N Roll Looks Like
- 2011 - Qpid - Under the Radar
- 2011 - Aleksej Vorob'ëv - Get You
- 2011 - Enrique Iglesias con Pitbull - I Like How It Feels
- 2011 - Pitbull con Marc Anthony - Rain Over Me (Bamboo Remix)
- 2011 - Pitbull con Nayer and Mohombi - Suavemente
- 2011 - Kelly Rowland con The WavS - Down for Whatever
- 2011 - Nicole Scherzinger - Try with Me
- 2011 - JLS con DEV - She Makes Me Wanna
- 2012 - Nicki Minaj - Starships
- 2012 - Jennifer Lopez con Pitbull - Dance Again
- 2012 - Ying Yang Twins con Greg Tecoz - Fist Pump Jump Jump
- 2012 - Khaled con Pitbull - C'est la vie
- 2013 - Jennifer Lopez con Pitbull - Live It Up
- 2013 - Priyanka Chopra con Pitbull - Exotic
- 2013 - Lady Gaga - Gypsy
- 2014 - Chawki feat. Dr. Alban - It's My Life (Don't Worry)
- 2016 - Álvaro Soler - Sofia
- 2016 - Lady Gaga - Angel Down
- 2017 - Now United - Summer in the City
- 2018 - Álvaro Soler - La cintura
- 2018 - Now United - What Are We Waiting For
- 2018 - Now United - Who Would Think That Love?
- 2018 - Now United - All Day
- 2018 - Now United - How We Do It
- 2020 - Ava Max - Kings & Queens
- 2020 - Now United - Better
- 2022 - Ozuna feat. GIMS - Arhbo

## Discografia

### Singoli
- Don't You Need Somebody (ft. Enrique Iglesias, Rock City, Serayah, Shaggy) - 2016
- Boom Boom (ft. Daddy Yankee, French Montana, Dinah Jane) - 2017
- One World (ft. Adelina, Now United) - 2018

### Album in studio

#### Con Lady Gaga
- 2008 – The Fame
- 2011 – Born This Way
- 2013 – Artpop
- 2016 – Joanne

#### Con Jennifer Lopez
- 2011 – Love?
- 2014 – A.K.A.